# 般若部 (大正蔵)
般若部（はんにゃぶ）とは、大正新脩大蔵経において、『般若経』に関連する仏典をまとめた領域のこと。
第3番目の部であり、収録されている経典ナンバーは220から261まで。巻数では5-8巻に相当する。
全4巻中、前3巻は玄奘訳の『大般若経』（大般若波羅蜜多経）で占められ、それ以外は最後の巻にまとめて収録されている。

## 構成

### 巻別
- 般若部（一）第5巻 - No.220
- 般若部（二）第6巻 - No.220
- 般若部（三）第7巻 - No.220
- 般若部（四）第8巻 - No.221-261

### 詳細
般若部（一）第5巻 - No.220
- 220.『大般若波羅蜜多経』（初会 1.縁起品-34.難信解品）

般若部（二）第6巻 - No.220
- 220.『大般若波羅蜜多経』（初会 34.難信解品-79.結勧品）

般若部（三）第7巻 - No.220
- 220.『大般若波羅蜜多経』（第二会-第十六会）

般若部（四）第8巻 - No.221-261
- 221.『放光般若経』
- 222.『光讃経』
- 223.『摩訶般若波羅蜜経』（大品）
- 224.『道行般若経』
- 225.『大明度経』
- 226.『摩訶般若鈔経』
- 227.『摩訶般若波羅蜜経』（小品）
- 228.『仏母出生三法蔵般若波羅蜜多経』
- 229.『仏母宝徳蔵般若波羅蜜経』
- 230.『聖八千頌般若波羅蜜多一百八名真実円義陀羅尼経』
- 231.『勝天王般若波羅蜜経』
- 232.『文殊師利所説摩訶般若波羅蜜経』
- 233.『文殊師利所説般若波羅蜜経』
- 234.『濡首菩薩無上清浄分衛経』
- 235.『金剛般若波羅蜜経』
- 236.『金剛般若波羅蜜経』
- 237.『金剛般若波羅蜜経』
- 238.『金剛能断般若波羅蜜経』
- 239.『能断金剛般若波羅蜜多経』
- 240.『実相般若波羅蜜経』
- 241.『金剛頂瑜伽理趣般若経』
- 242.『徧照般若波羅蜜経』
- 243.『大楽金剛不空真実三麼耶経』（理趣経）
- 244.『最上根本大楽金剛不空三昧大教王経』
- 245.『仁王般若波羅蜜経』
- 246.『仁王護国般若波羅蜜多経』
- 247.『了義般若波羅蜜多経』
- 248.『五十頌聖般若波羅蜜経』
- 249.『帝釈般若波羅蜜多心経』
- 250.『摩訶般若波羅蜜大明呪経』
- 251.『般若波羅蜜多心経』
- 252.『普遍智蔵般若波羅蜜多心経』
- 253.『般若波羅蜜多心経』
- 254.『般若波羅蜜多心経』
- 255.『般若波羅蜜多心経』
- 256.『唐梵翻対字音般若波羅蜜多心経』
- 257.『聖仏母般若波羅蜜多経』
- 258.『聖仏母小字般若波羅蜜多経』
- 259.『観想仏母般若波羅蜜多菩薩経』
- 260.『開覚自性般若波羅蜜多経』
- 261.『大乗理趣六波羅蜜多経』